# Hrabstwo Sabine

Piramida wieku hrabstwa

Hrabstwo Sabine (ang. Sabine County) – hrabstwo położone w USA, w stanie Teksas, przy granicy ze stanem Luizjana. Utworzone w 1837 r. Siedzibą hrabstwa jest miasto Hemphill, a największą miejscowością Milam. Hrabstwo obejmuje większą część (59%) powierzchni lasu narodowego Sabine. Na wschodniej granicy znajduje się Toledo Bend Reservoir, co sprawia, że 224 km² (15%) powierzchni hrabstwa to wody.

## Gospodarka
45% areału gospodarstw zajmują pastwiska, 33% to obszary leśne i 17% to grunty uprawne. W produkcji gospodarczej hrabstwa dominują przemysł drzewny, działalność rolnicza i handel detaliczny. Główne produkty rolnicze hrabstwa Sabine obejmują drób, bydło, bawełnę, warzywa i owoce. Pewną rolę w hrabstwie spełniają turystyka, uprawa drzewek świątecznych i akwakultura.

## Miasta
- Hemphill
- Pineland

## Sąsiednie hrabstwa
- Hrabstwo Shelby (północ)
- Parafia Sabine, Luizjana (wschód)
- Hrabstwo Newton (południe)
- Hrabstwo Jasper (południowy zachód)
- Hrabstwo San Augustine (zachód)

## Demografia
Według danych z 2023 roku liczy 10 106 mieszkańców, w tym 84,7% stanowią biali niebędący Latynosami. Mieszkańcy deklarują głównie pochodzenie „amerykańskie” (19,9%),  irlandzkie (8,7%), angielskie (8,3%), niemieckie (7,5%), afroamerykańskie (7%), francuskie (5,9%) i meksykańskie (3,2%). 